# Chmelnyzke (Berdjansk)
Der ukrainische Ort Chmelnyzke (ukrainisch Хмельницьке, russisch Хмельницкое) geht auf das russlandmennonitische Dorf Friedensdorf zurück.

## Friedensdorf
Der Ort wurde 1824 am Südufer des Flusses Begin Tschokrak gegründet. Die Siedler stammten mehrheitlich aus Preußen, teils auch aus anderen Orten der Kolonie Molotschna oder aus der Kolonie Chortitza. Die Siedler wollten den Ort „Friedberg“ benennen, in Erinnerung an Friedberg in Preußen, doch die Behörden wiesen darauf hin, dass der Ort nicht an einem Berg läge. Schließlich wurde der Ort Friedensdorf genannt. Die Dorfstraße verlief parallel zum Fluss, und die nördlich gelegenen Höfe lagen direkt am Fluss. Wegen zweier Flussbiegungen wurde die Dorfstraße auch „Kriwaja“ (Krumme) genannt.
Die ersten Jahre waren schwer, doch bald erreichte die Landwirtschaft, insbesondere der Weizen- und Seidenanbau, die Durchschnittswerte der Kolonie. Eine Schule wurde 1803 erbaut. Das Dorf hatte 1908 einen Kaufladen, eine Schmiede und zwei Windmühlen. Während des Bürgerkriegs starben etliche Bewohner durch die Machno-Banden. Auf dem Friedhof sind einige Grabsteine der Mennoniten erhalten geblieben.